# Дюлон, Фридрих Людвиг
Фридрих Людвиг Дюлон (нем. Friedrich Ludwig Dulon; 14 августа 1769, Ораниенбург — 7 июля 1826, Вюрцбург) — немецкий флейтист и композитор.
Ослеп на первой неделе жизни из-за ошибки врача. Первые уроки игры на флейте получил у своего отца-флейтиста, позже учился у также слепого флейтиста Иосифа Винтера. В возрасте 9 лет написал первые сочинения, а с 13 лет гастролировал со своим отцом по городам Германии. Его блестящая память позволяла ему на слух выучить произведение всего за несколько часов. В возрасте 40 лет в его репертуаре было более 300 концертов.
Был знаком со многими музыкантами своего времени. Иоганн Кирнбергер и К. Ф. Э. Бах поддерживали его композиторские начинания. Игра Дюлона вдохновила К. Ф. Э. Баха на сочинение «Гамбургской» сонаты соль мажор, Wq 133. Дружил с Карлом Бендой (сыном композитора Франца Бенды) и флейтистом Иоганном Тромлицем. Поэт Шубарт посвятил ему стихотворение.
После многочисленных гастрольных поездок по Швейцарии, Голландии и Англии, переехал в 1792 году в Петербург, где служил в качестве придворного музыканта при дворе Екатерины II с годовым жалованием в 1000 рублей. В 1798 году вернулся в Германию, где давал концерты в Лейпциге, Берлине и других городах.
Автор произведений для флейты, из которых ныне изданы лишь 3 дуэта для двух флейт, op.5.